# 1550 en France
Chronologie de la France
- 1546
- 1547
- 1548
- 1549
- 1550
- 1551
- 1552
- 1553
- 1554

## Événements
- 24 mars : traité d’Outreau. Restitution de Boulogne à la France par les Anglais contre 400 000 écus d’or[1].
- 29 avril : Henri Ier d’Albret, issu au quinzième degré d’Amanieu d’Albret, obtient des lettres patentes du roi Henri II portant érection de la vicomté d’Albret en duché[2].

- Avril : Guillaume du Prat, évêque de Clermont, qui a rencontré Claude Le Jay, au concile de Trente invite les jésuites à ouvrir un collège dans son hôtel parisien après les fêtes de Pâques[3].
- Août : Henri II accorde des lettres patentes qui ouvrent le royaume de France aux « nouveaux chrétiens » ou « Portugais »[4]. Les Juifs séfarades d’Espagne et du Portugal s’installent en France dès 1550 puis en un flux continu durant deux siècles. Ils viennent de préférence à Bayonne et à Bordeaux, où ils seront de 1 500 à 2 000 dans chacun des deux ports au XVIIIe siècle, à Toulouse (telle la famille d’Antoinette Lopez, mère de Montaigne), à Nantes, à Rouen[5], au Havre, à Paris (autour d’Élie de Montalto, médecin de Marie de Médicis), dans les seigneuries du Sud-Ouest (Peyrehorade, Bidache, La Bastide-Clairence, puis Tartas, Pau, Agen). Dès leur arrivée, ils reprennent la pratique du judaïsme, tout en étant officiellement inscrits comme membres des paroisses, même si on ne les force pas à baptiser leurs enfants ni à suivre les offices. Ils ont leurs synagogues à domicile, et ne recevront que vers 1660-1680 le droit d’édifier librement et officiellement leurs synagogues.

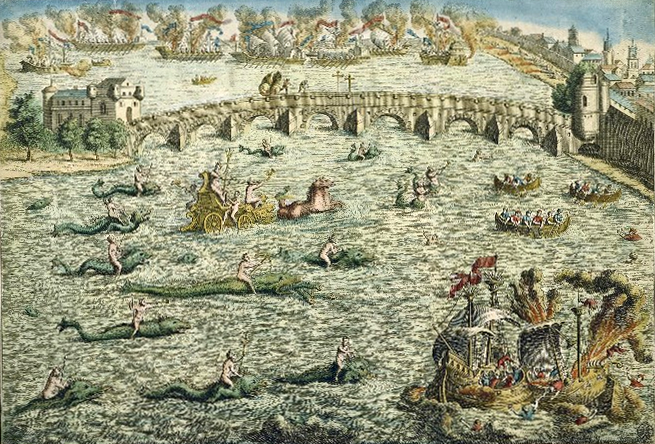
: Naumachie sur la Seine

- 1er octobre : fête triomphale, spectacle brésilien et naumachie sur la Seine pour la Joyeuse entrée du roi Henri II à Rouen[6].

## Naissances en 1550
- 27 juin : Charles IX, fils de Henri II, frère de François II et de Henri III († 30 mai 1574).
- 31 décembre : Henri Ier de Guise, dit le Balafré, 3e duc de Guise († 23 décembre 1588).

## Décès en 1550
- 12 avril : Claude de Guise, duc de Lorraine.
- 25 août[7] : Georges II d’Amboise, cardinal français, archevêque de Rouen (° 1488).